# 경무
경무(耿武, ? ~ 191년)는 중국 후한 말의 정치가로, 자는 문위(文威)이며 기주(冀州) 사람이다.

## 생애
기주목(冀州牧) 한복(韓馥)을 섬겼다.
한복이 치중종사(治中從事) 유자혜(劉子惠)를 죽이려 하자, 당시 별가종사(別駕從事)였던 경무는 이를 말려 유자혜를 살렸다.
초평(初平) 2년(191년), 순심(荀諶) 등의 설득을 받은 한복이 원소(袁紹)가 업(鄴)으로 입성하는 것을 허락하려 하자 별가(別駕) 민순(閔純) · 치중(治中) 이력(李歷) · 기도위(騎都尉) 저수(沮授) 등과 함께 이에 반대하였다. 그러나 한복은 듣지 않았다.
원소가 한복과 대면할 때, 동료들이 한복에게서 떠나자 민순과 함께 한복의 곁에서 칼을 들고 원소의 병사들을 막았다. 이 일로, 훗날 원소의 명령을 받은 전풍(田豊)에 의해 민순과 함께 암살당하였다.

## 《삼국지연의》 속 경무
정사와 마찬가지로 원소의 입성을 반대하나 묵살당한다. 원소가 성으로 들어오자, 관순(關純 : 민순)과 함께 원소를 죽이려 달려드나 원소의 부하 안량(顔良)에게 죽임을 당한다.